# Bunești, Vâlcea
Bunești este satul de reședință al comunei cu același nume din județul Vâlcea, Oltenia, România.
Este renumită pentru cultura căpșunului, iar în prima duminică din luna iunie localnicii sărbătoresc ziua capșunului.
 Acest articol despre o localitate din județul Vâlcea este deocamdată un ciot. Puteți ajuta Wikipedia prin completarea lui.